# Caradiophyodus saradae
Caradiophyodus saradae ist eine fossile Hautflüglerart in der Überfamilie Platygastroidea, die 2023 von Poinar und Vega neu beschrieben wurde. Sie ist die einzige Art der Gattung Caradiophyodus. Aufgrund einer abweichenden Merkmalskombination zu anderen bekannten (fossilen) Gattungen und Familien wurde von den Autoren eine neue Familie Caradiophyodidae eingeführt.

## Etymologie
Der Gattungsname setzt sich gemäß den Autoren aus Cara griechisch für „Kopf“ und  aus diaphyodus abgeleitet von dem griechischen Begriff diaphye für „Spalt oder Bruch, in Bezug auf den Spalt im Kopf des Fossils“ zusammen. Das Art-Epitheton ehrt Sarada Krishnan, eine Wissenschaftlerin, die sich mit der Genetik von Kaffeepflanzen beschäftigt und Programm-Direktorin des Welttreuhandfonds für Kulturpflanzenvielfalt ist.

## Fund
Der Holotyp ist ein 1,3 mm langes weibliches Exemplar, das in Birmit aus der mittleren Kreidezeit gefunden wurde. Die Typlokalität ist die „Noije Bum Summit Site Mine“ (26° 20′ N, 96° 36′ O) im „Hukawng Valley“ südwestlich von Maingkhwan im Kachin-Staat im Norden von Myanmar. Der Fund wird dem späten Albium am Ende der Unterkreide zugeordnet mit einem Alter von 97–110 Millionen Jahren.

## Merkmale
Besonderheiten des Holotyps sind dessen kleine Größe (1,3 mm), die schlanke Körperform, die 15-gliedrigen Fühler, die keinen „Ellbogen“ aufweisen, ein tiefer Spalt oben am Kopf, eine Tarsalformel von 5-5-5, eine reduzierte Flügeladerung mit einem kleinen Pterostigma, ohne Uncus (kurzer Abzweig am Stigma) im Vorderflügel, kein analer Lobus im Hinterflügel sowie ein möglicherweise aufgerollter Ovipositor (Legebohrer) im Metasoma.

## Lebensweise
In unmittelbarer Nähe des Holotyps wurde im Bernstein eine männliche Schildlaus entdeckt. Die Hautflüglerart ist vermutlich ein Ei- oder Larvalparasitoid von Schildläusen.